# Coup d'État de 1979 au Salvador
Le coup d'État salvadorien de 1979 est un coup d'État militaire qui a eu lieu au Salvador le 15 octobre 1979. Le coup d'État, mené par de jeunes officiers militaires, a renversé sans effusion de sang le président militaire Carlos Humberto Romero et l'a envoyé en exil. L'emprise ferme du Parti de la concertation nationale sur le pouvoir a été coupée, et à sa place, l'armée a établi la Junte du gouvernement révolutionnaire du Salvador (JRG), composée de deux militaires et de trois civils.
La Junte de gouvernement révolutionnaire se déclara être une « junte réformiste » qui adopterait des réformes politiques et économiques. En réalité, elle continua à sévir contre l'opposition politique, surtout après la montée de plusieurs groupes militants de gauche au début des années 1980. Le coup d'État est communément cité comme le début de la guerre civile salvadorienne de douze ans.